# اچ‌ام‌اس لایتنینگ (۱۸۷۶)
اچ‌ام‌اس لایتنینگ (۱۸۷۶) (به انگلیسی: HMS Lightning (1876)) یک کشتی بود که طول آن ۸۷ فوت ۶ اینچ (۲۶٫۶۷ متر) بود. این کشتی در سال ۱۸۷۶ ساخته شد.